# Clair Obscur: Expedition 33
Clair Obscur: Expedition 33 és un videojoc de rol per torns publicat el 2025 per a PlayStation 5, Windows, Xbox Series X i Series S:
el sistema de combat, que combina la turnicitat amb mecanismes de defensa en temps real, és un dels aspectes destacats del joc junt amb l'ambientació, fets pel qual ha rebut bones crítiques i qualificacions.

## Argument
La història de Clair Obscur és un dels punts forts del joc segons les ressenyes, amb girs de guió al final de cada un dels tres actes: protagonitzada per Gustave i l'òrfena Maëlle, l'«expedició 33» del títol és un grup de voluntaris de la ciutat de Lumière que emprèn la missió d'anihilar l'entitat responsable que, cada any, desapareguen totes les persones d'una mateixa edat, trenta-tres anys al moment de l'inici.

## Producció
Clair Obscur: Expedition 33 és el primer joc de l'estudi montpellerí Sandfall, creat per Guillaume Broche, Tom Guillermin i François Meurisse en 2020: Broche i Guillermin, antics treballadors d'Ubisoft, havien confegit un prototip de joc amb Unreal Engine d'una hora de durada intitulat We Lost; després de fundar l'estudi amb Meurisse, l'equip descartà la idea inicial i Broche s'inspirà en la novel·la La Horde du Contrevent, en la qual diverses expedicions busquen l'origen d'un vent misteriós. Més tard s'afegí a l'equip la guionista en cap Jennifer Svedberg-Yen, la qual havia optat a un lloc de dobladora després que publicaren una oferta de faena en Reddit.
El sistema de combat se sembla al d'altres JRPG com Yakuza o Paper Mario en l'afegit de l'acció en temps real sobre una base d'atac per torns: cada personatge té un minijoc per a augmentar de poder, però la particularitat d'Expedition 33 rau en la perfecció cronomètrica a l'hora d'atacar, esquivar o defendre, la qual cosa pot capgirar per complet qualsevol batalla.
| «                    | És un equilibri. Aprens a combinar les habilitats, armes i millores per a la part manual del torn de selecció, però la defensa és quasi completament per torns, i si perds els combats no és necessàriament per mor d'una mala estratègia de selecció d'habilitat, el que dona un alicient a un altre tipus de jugador. | » |
| — Paul Tassi, Forbes | |   |